# تی‌بی-۱۳ والیانت
تی‌بی-۱۳ والیانت (به انگلیسی: Vultee_BT-13_Valiant) یک هواگرد از نوع هواگرد آموزشی ساخت شرکت Vultee Aircraft است. هواگرد تی‌بی-۱۳ والیانت نخستین پروازش را در مارس ۱۹۳۹ میلادی انجام داد. این هواگرد در سال ژوئن ۱۹۴۰ میلادی رسماً معرفی گردید. در مجموع، تعداد ۹٬۵۲۵ فروند از این هواگرد ساخته شده‌است.